# Warlords Battlecry
Warlords Battlecry est un jeu vidéo de stratégie en temps réel développé par Strategic Studies Group et publié sur PC par Strategic Simulations le 9 juillet 2000 aux États-Unis. Il est le premier épisode en temps réel de la série Warlords, les trois épisodes précédents étant des jeux de stratégie au tour par tour. Le jeu se déroule dans un monde médiéval-fantastique appelé Etheria dans lequel le joueur dirige une des neuf factions disponibles - les humains, les nains, les morts-vivants, les hauts-elfes, les elfes des bois, les elfes noirs, les barbares, les minotaures et les orcs - chacune disposant d’unités et de caractéristiques distinctes. Le jeu incorpore des éléments de jeu vidéo de rôle. Le joueur peut en effet créer des héros pouvant gagner de l’expérience et apprendre des sorts.
Le jeu a fait l'objet de deux suites - baptisées Warlords Battlecry II et Warlords Battlecry III – publiés respectivement en 2002 et en 2004.

## Trame
Warlords Battlecry se déroule dans le monde médiéval-fantastique d'Etheria déjà développé dans la série de jeux de stratégie au tour par tour Warlords. Celui-ci est le théâtre d'affrontement entre neuf factions : les humains, les nains, les morts-vivants, les hauts-elfes, les elfes des bois, les elfes noirs, les barbares, les minotaures et les orcs.

## Système de jeu
Warlords Battlecry est un de jeu de stratégie en temps réel dans la lignée de Warcraft II. Comme dans celui-ci, le joueur doit collecter des ressources qui lui permettent de développer sa base et de créer une armée pour combattre ses ennemis. Le jeu se distingue de son modèle par son système de héros inspiré des jeux de rôle. Comme dans les précédents volets de la série Warlords, les héros ont un rôle prépondérant dans le jeu. Chaque joueur n’en possède en revanche qu’un, et sa mort met généralement fin à la partie. Les héros peuvent tout d’abord construire des bâtiments et convertir les structures de production des ressources, qui assurent au joueur des revenus en or, en pierre, en métal et en cristal. Ils peuvent également mener leurs troupes au combat, afin de leur faire bénéficier de bonus, et lancer des sorts. Au fur et à mesure des missions, ils accumulent de l’expérience qui leur permet de gagner des niveaux. Les premiers niveaux permettent au joueur de choisir la classe (guerrier, mage, vagabond, prêtre…) et la caractéristique principale (alchimie, nécromancie…) de son héros. Un système de points permet ensuite de faire progresser ses aptitudes dans différents domaines et de débloquer de nouveaux sortilèges. 
Outre son système de héros, le jeu se distingue des autres jeux du genre par la diversité des factions disponibles. Neuf races sont en effet disponibles dans le jeu : les humains, les nains, les morts-vivants, les hauts-elfes, les elfes des bois, les elfes noirs, les barbares, les minotaures et les orcs. Chacune d’elles dispose d’unités et de caractéristiques spécifiques. Les minotaures ne possèdent par exemple qu’un seul type d’unité, les minotaures, mais ces derniers peuvent bénéficier d’une grande variété d’améliorations qui leur donne de nouvelles capacités. De leur côté, les morts-vivants produisent la plupart de leurs unités d’élite à partir des squelettes, qui peuvent être transformés en "Être", qui peuvent ensuite être transformés en "Liche" ou en "Chevalier Tueur". Pour se développer, certaines factions ont de plus des besoins en ressources différents. Les humains ont de plus la possibilité d’échanger une ressource contre une autre grâce à leur marché. 
La campagne solo du jeu est constituée de 36 missions. D’une mission à l’autre, le joueur conserve son héros qui peut de plus garder avec lui certaines unités. Deux catégories de missions sont proposées dans la campagne. Dans la première, le joueur doit accomplir un objectif avec son héros et un nombre limité d’unités, sans possibilité de construire des infrastructures et de produire des troupes supplémentaires. Les unités de départ sont généralement issues des précédentes missions et leur nombre dépend de l’aptitude de commandement du héros. Au cours de ces missions, le joueur peut découvrir des structures spécifiques qui lui permettent d’obtenir du renfort, des bonus ou des objets magiques. Il peut également se voir confier des quêtes annexes qu’il peut accomplir pour obtenir une récompense. Dans l’autre catégorie de missions, le joueur retrouve les mêmes types de structure spécifique et de quête annexe. Il a en revanche la possibilité de collecter des ressources, de construire des infrastructures et de produire de nouvelles unités pour accomplir sa mission, qui consiste généralement à détruire ou à convertir les structures de l’ennemi tout en résistant à ses attaques. Outre la campagne, le mode solo propose un mode escarmouche, qui permet d’affronter l’intelligence artificielle du jeu sur les cartes paramétrables prévues à cet effet, ou sur des cartes générées aléatoirement. Le jeu dispose également d’un mode multijoueur qui permet à jusqu’à six joueurs de s’affronter en réseau local, par modem ou sur Internet. Il offre enfin un éditeur de niveau qui permet au joueur de créer ses propres cartes.

## Accueil
| Warlords Battlecry      |      |       |
| Média                   | Nat. | Notes |
| Computer Games Magazine | GB   | 4.5/5 |
| Computer Gaming World   | US   | 4/5   |
| Eurogamer               | GB   | 70 %  |
| GameSpot                | US   | 84 %  |
| Gen4                    | FR   | 3/6   |
| Jeuxvideo.com           | FR   | 15/20 |
| Joystick                | FR   | 80 %  |
| PC Zone                 | GB   | 70 %  |

À sa sortie, Warlords Battlecry fait l’objet d’une critique positive du journaliste Jason Kapalka du magazine Computer Gaming World qui le décrit comme un mélange « intrigant » de stratégie en temps réel et de jeu de rôle qui, sans risquer de faire de l’ombre à Warcraft III, réussit là où Total Annihilation : Kingdoms a échoué pour s’imposer comme l’un des meilleurs jeu de stratégie en temps réel médiéval-fantastique depuis Warcraft II. Il estime pourtant que le jeu laisse une première impression négative. Il juge en effet que ses graphismes sont « plutôt mauvais » et sont desservis par sa représentation en vue du dessus et par ses unités, bâtiments et terrains maladroitement réalisés, ternes et difficiles à distinguer les uns des autres. Il déplore également que si son interface offre toutes les options classiques d’un STR moderne, elle n’est pas particulièrement ergonomique, et que si son pathfinding est « généralement bon », son intelligence artificielle est « parfois défaillante ». Il estime enfin que sa campagne est « frustrante » du fait notamment du doublage et de la nécessité de garder en vie des héros qui se confondent avec les autres unités et qui ont tendance à foncer dans le tas. Il considère ainsi que pour commencer à apprécier le jeu, il faut l’essayer en mode escarmouche et prendre le temps de le maitriser. Il note en effet qu’il se révèle alors d’une certaine profondeur, avec un gameplay classique qui se distingue pourtant des autres jeux du genre par la diversité des races et des unités disponibles et la complexité de son système de héros. Il salue particulièrement  ce dernier qui en fait, selon-lui, le premier jeu du genre à proposer « un mélange réussi » de stratégie en temps réel et de jeu de rôle, et qui lui permet de s’imposer comme un jeu « addictif » qui offre une durée de vie « infinie », qui est de plus allongée par son mode multijoueur « robuste ». La critique du journaliste Didier Latil dans le magazine Gen4 est plus mitigée. Il juge en effet que malgré des graphismes « mignons », il accuse un « sérieux retard technique » qui nuit à sa jouabilité, notamment par l’absence de gestion de relief qui le prive d’un élément tactique qui a fait le succès de jeux comme Total Annihilation. Il ajoute que son intelligence artificielle et ses missions à base de « je collecte, je construis et je fonce dans le tas » rappel les débuts du genre et font qu’il se révèle « trop vieillot pour s’imposer ». Enfin, s’il salue son gameplay dans la lignée de Warcraft II et agrémenté d’éléments de jeu de rôle et de magie, il déplore que la perte du héros fasse perdre la partie, ce qui pousse le joueur à moins s’en servir pour le préserver, et son trop grand nombre de sorts, qui fait que certains font double emploi et que le joueur n’en utilise donc que quelques-uns. Il conclut néanmoins que ces défauts ne l’empêchent pas d’être « plaisant » et d’avoir un certain charme et que, malgré son côté vieillot, il « reste très sympathique ». Le journaliste de Joystick est un peu plus enthousiaste. Sur le plan technique, il note que si ses graphismes sont en deux dimensions, ils sont « soignés », bien proportionnés et « loin des décors figés des précédents volets de la série ». Il déplore en revanche les faiblesses de son design, avec ses bâtiments et ses unités identiques entre les races, son manque de raccourci clavier et les lacunes de son intelligence artificielle. Concernant son gameplay, il juge qu’il ne se démarque pas assez des autres jeux du genre avec ses missions et ses quêtes trop basiques et ses stratégies répétitives. Il estime cependant que l’introduction de héros dotés de nombreuses caractéristiques évolutives permet au joueur d’aborder les missions de manières diverses et rend le jeu « addictif », avant de conclure que sans être particulièrement brillant, le jeu se révèle « appréciable » grâce à ses éléments de jeu de rôle.

## Postérité
Le jeu a fait l'objet de deux suites. La première – baptisée Warlords Battlecry II et développée par SSG – est publiée par Ubisoft le 12 mars 2002. La seconde - baptisée Warlords Battlecry III et développée par Infinite Interactive – est publiée par Enlight Software le 19 mai 2004.